# ザビエル・ラック
ザビエル・ラック（Xavier Luck）は、オーストラリア・シドニー出⾝、英国国籍を持つ、フルート奏者。オーストラリアメルボルン大学を卒業後、英国王立音楽大学、ウィーン国立音楽大学で学ぶ。ウィーン・フィルハーモニー管弦楽団およびウィーン国立歌劇場の契約奏者を⻑年務め、兵庫芸術文化センター管弦楽団の初代フルート奏者を務め、その後、ソウル・フィルハーモニー管弦楽団の副首席奏者を務めた。現在、 神戸女学院大学⾳楽学部の教授。

## 沿革
学⽣時代からウィーン・フィルハーモニー管弦楽団やウィーン国⽴歌劇場で契約奏者として活動。また、ロンドン・フィルハーモニー管弦楽団、ベルゲン・フィルハーモニー管弦楽団など世界的オーケス トラのゲスト⾸席奏者として招かれ、演奏会やレコーディングに参加している。

## 受賞・表彰
- 2006年にトーマス・クリスティアン・アンサンブルのメンバーとして録⾳したCDでドイツ・レコード産業最優秀賞を受賞[1]。
- 2021年に『フルート・ソナタの旅』がリリースされ、『レコード芸術』誌で特選盤に選出される。

## ディスコグラフィ
⾳楽ソフトカメラータ・トウキョウより、
- 2017年に『タファネル ⾄⾼のファンタジスト』[2]
- 2020年に『エレメンタル フルートで探る精霊たちの世界』[3]
- 2021年に『フルート‧ソナタの旅』[4]

をリリースしており、これらは⾼い評価を受ける。